# Pereta (pera)
Pereta es el nombre de una variedad cultivar de pera europea Pyrus communis. Esta pera está cultivada en diversos viveros, entre ellos algunos dedicados a conservación de árboles frutales en peligro de desaparición. Esta pera es originaria de la Región de Murcia, donde tuvo su mejor época de cultivo comercial antes de la década de 1960, y actualmente en menor medida aún se encuentra.

## Sinonimia
- "Peretas de la Reina",[8]
- "Peretera",[4][1]
- "Peretero",[9]
- "Pereto", Cehegín[10]
- "Pera San-juanera",
- "Muscatelline",
- "Muscatellina",
- "Sept en Bouche",
- "Sept en Gueule".[11][12]

## Historia
Variedad antigua presente en la literatura desde el siglo XVI (terroir citado Lyon) pero que podría datar de los romanos (¿Plinio el Viejo describiría una variedad similar en su historia natural?). Pera pequeña de ahí su nombre (se comía sin cortarla quitando los elementos duros (rabo,...)) 
En Francia es conocida como: "Muscadelle", "Sept en Bouche", o "Sept en Gueule".
Las 'Peretas' podrían ser las 'Cermeñas Olorosas' o 'Perillas de San Silverio' mencionadas por Martín como las peras más tempranas cultivadas en España a finales del siglo XVII, que maduraban hacia el 20 de junio, siendo frutos muy arracimados, pequeños chatos , y olorosos.
Hay referencias de su cultivo en Murcia hacia 1880. Cultivada en la Vega Baja, Cehegín, Lorca, y en la Huerta de Murcia.
'Pereta' está considerada incluida en las variedades locales autóctonas muy antiguas, cuyo cultivo se centraba en comarcas muy definidas. Se caracterizaban por su buena adaptación a sus ecosistemas y podrían tener interés genético en virtud de su adaptación. Se encontraban diseminadas por todas las regiones fruteras españolas, aunque eran especialmente frecuentes en la España húmeda. Estas se podían clasificar en dos subgrupos: de mesa y de cocina (aunque algunas tenían aptitud mixta).
'Pereta' es una variedad clasificada como de mesa, y para confitar. Difundido su cultivo en el pasado por los viveros comerciales, actualmente por viveros de especies en peligro de extinción como la asociación ANSE, y cuyo cultivo en la actualidad se ha reducido a huertos familiares y jardines privados.

## Características
El peral de la variedad 'Pereta' es un árbol de buen desarrollo, poco exigente, de un vigor alto, que suele ocupar las márgenes de otros cultivos. Tiene corteza delgada, relativamente lisa, y de un color gris pardo, ramas delgadas, y erectas, copa estrecha piramidal, hojas ovaladas de borde entero; florece a finales de marzo; tubo del cáliz en forma de cubeta, casi superficial, conducto de longitud media, sumamente estrecho, a veces ensanchándose hacia el corazón.
La variedad de pera 'Pereta' tiene un fruto de tamaño muy pequeño que se presenta en racimos con numerosos frutos; forma ovoide o globosa, sin cuello, simétrica, contorno redondeado; piel lisa, ligeramente brillante; con color de fondo amarillo verdoso, sobre color ausente, color del sobre color ausente, distribución del sobre color ausente, presentando un punteado abundante, verdoso, poco perceptible en frutos muy maduro, ruginoso/"russeting" (pardeamiento áspero superficial que presentan algunas variedades) ausente o muy débil; pedúnculo de longitud largo, fino, leñoso, apenas engrosado en su extremo, carnoso en la base, implantado generalmente oblicuo, a veces al pie de un ligero mamelón o como prolongación del fruto, cavidad del pedúnculo nula; anchura de la cavidad calicina nula; ojo grande, semiabierto, prominente; sépalos largos, extendidos o rizados con las puntas hacia fuera.
Carne de color blanco; textura muy tierna, suave, y jugosa; sabor característico de la variedad, aromático, dulce y refrescante, muy bueno; corazón mediano, elíptico o redondeado. Eje estrecho, abierto, interior lanoso. Celdillas alargadas. Semillas de tamaño muy pequeño, estrechas y aplastadas, espolonadas, color castaño muy oscuro.
La pera 'Pereta' tiene una época de maduración y recolección muy temprana entre finales de mayo y primera quincena de junio. Se usa como pera de mesa fresca, y en cocina para hacer compotas y dulce de pera.